# Сергеевская Веретея
Сергеевская Веретея — деревня в составе Опаринского района Кировской области. 

## География
Находится на расстоянии примерно 21 километр по прямой на юг от районного центра поселка Опарино.

## История
Известна с 1859 года, в 1926 году 17 дворов и 83 жителя, в 1950 году дворов 21 и жителей 53, в 1989 году 82 постоянных жителя. В советское время работал колхоз «Красная Заря». До 2021 года входила в Вазюкское сельское поселение Опаринского района, ныне непосредственно в составе Опаринского района. 

## Население
Постоянное население  составляло 82 человека (русские 92%) в 2002 году, 20 в 2010.